# Mundury Marynarki Wojennej
Mundury Marynarki Wojennej – ubiory używane w Marynarce Wojennej i Jednostce Wojskowej Formoza.

## Mundur marynarski w II Rzeczypospolitej
W styczniu 1920 roku wprowadzono pierwszy w Polsce odrębny mundur marynarski. Z braku polskich wzorów, przyjęto model ubioru marynarki brytyjskiej, na którym wzorowały się floty wojenne większości państw. Barwami zasadniczymi stały się granatowa i biała ze złotymi dystynkcjami i guzikami.
W skład umundurowania oficerów marynarki początkowo wchodziły: 
- czapka okrągła (w lecie biała) z czarnym otokiem, daszkiem i podpinką oraz haftowanym emblematem

- kurtka granatowa z kołnierzem wykładanym, z oznakami stopni ze złotej taśmy na rękawach i złotymi guzikami z wizerunkiem kotwicy na tle krzyża kawalerskiego
- spodnie długie (w lecie białe)
- surdut salonowy z dwoma rzędami guzików
- płaszcz z naramiennikami o dwu rzędach guzików
- kurtka biała, płócienna
- trzewiki czarne i żółte lub białe do spodni letnich, czarne kamasze
- koszula biała z czarnym krawatem
- czarny pas służbowy i rękawiczki brązowe

Na mundur szeregowców składały się:
- okrągła czapka bez daszka z czarną wstążką na otoku ze złotym napisem "Marynarka Wojenna" lub nazwą okrętu albo formacji, z metalowym orzełkiem ozdobionym złotą kotwicą na tarczy
- bluza granatowa sukienna z dużym kołnierzem granatowym, na który przypinano drugi niebieski płócienny, obszyty potrójną białą taśmą, spięty czarnym krawatem
- długie spodnie sukienne granatowe
- płaszcz sukienny, a od 1930 roku na kurtka zimowa
- trzewiki czarne

Do 1928 roku oficerowie marynarki nie mieli ubioru galowego. Czuli oni duży dyskomfort przy spotkaniach z oficerami zagranicznych flot, kiedy to obowiązywały ustalone zasady morskiego obyczaju. Występowanie polskich oficerów w ubiorze powszednim w czasie spotkań oficjalnych było oceniane jako brak znajomości zwyczajów morskich lub traktowane jako prowokacja i wymagało ze strony polskich dowódców odpowiednich wyjaśnień.
W 1927 roku przyznano oficerom pałasz. W styczniu 1928 roku wszedł w użycie mundur galowy z czarnym kapeluszem i złotymi epoletami ozdobionymi frędzlami lub bulionami przy surducie. W 1936 roku ubiór oficerów marynarki wzbogacono o strój wieczorowy. Składały się na niego: półfrak i frak granatowy, kamizelka frakowa, półfrak biały, długie spodnie ze złotymi lampasami do półfraka i fraka, koszula frakowa z granatową muszką, peleryna granatowa, nowy pas paradny, sznury naramienne dla oficerów flagowych, ordynansowych i adiutantów.

## Mundur w Polskich Siłach Zbrojnych
Marynarka wojenna zachowała umundurowanie sprzed 1939 roku. Nie nastręczało to trudności wobec wielkiego podobieństwa polskich i brytyjskich ubiorów marynarskich. Drobne zmiany obejmowały wprowadzenie oznak stopni na naramiennikach półpłaszczy, wprowadzeniu nowej oznaki chorążego i skrócenie galonów oficerskich na rękawach kurtek oficerskich, tylko do części zewnętrznej mankietu.

## Rodzaje ubiorów używanych wMarynarce WojennejiJednostce Wojskowej Formoza

### Ubiór galowy
Noszony podczas uroczystości państwowych i wojskowych.

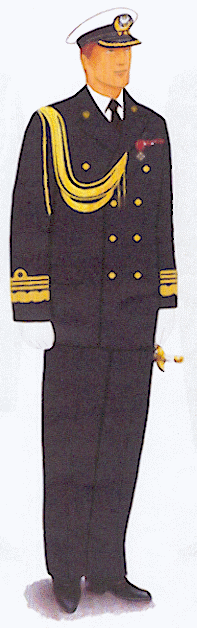
admiralski
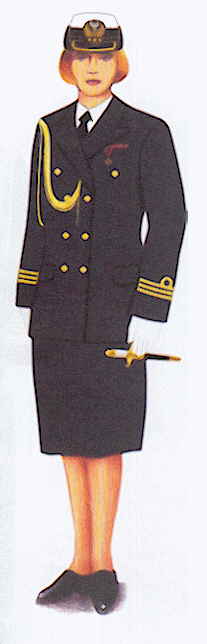
oficerski (kobiety)
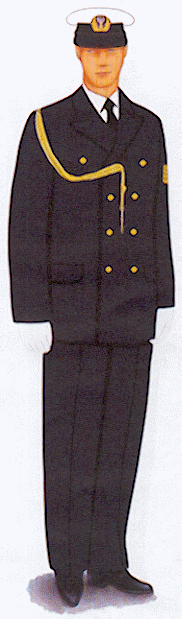
podoficerski

### Ubiór wyjściowy
Noszony podczas wykonywania codziennych obowiązków służbowych.

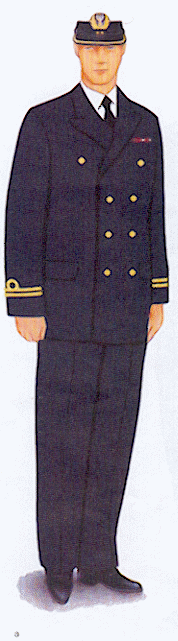
oficerski
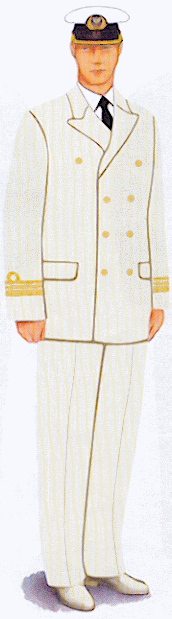
oficerski tropikalny
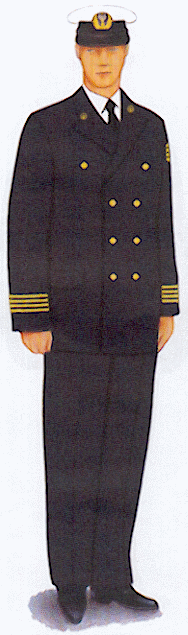
podoficerski
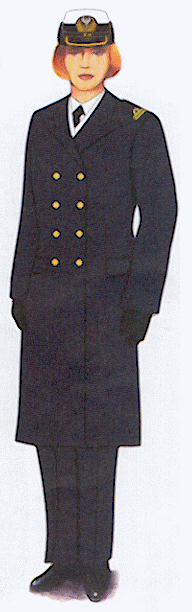
żołnierza zawodowego z płaszczem sukiennym
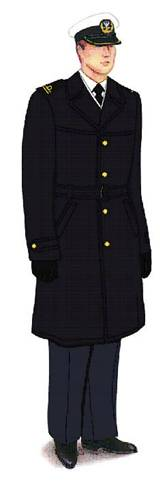
żołnierza zawodowego z płaszczem letnim
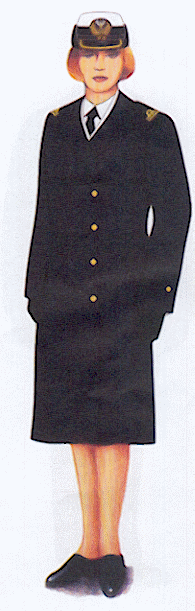
żołnierza zawodowego z płaszczem (kobiety)
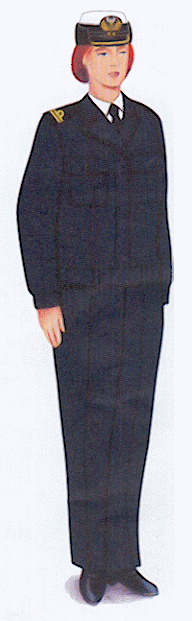
żołnierza zawodowego z bluzą olimpijką
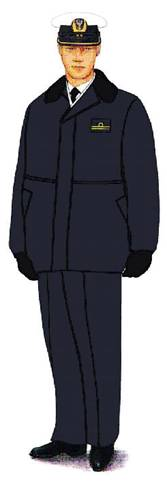
żołnierza zawodowego z kurtką wyjściową
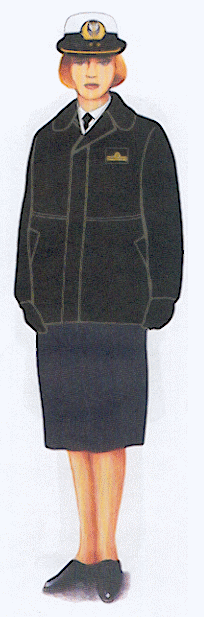
żołnierza zawodowego z kurtką wyjściową (kobiety)
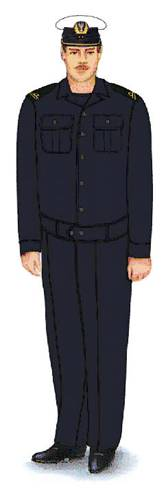
żołnierza zawodowego z wiatrówką
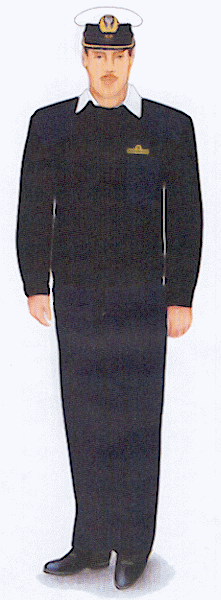
żołnierza zawodowego ze swetrem
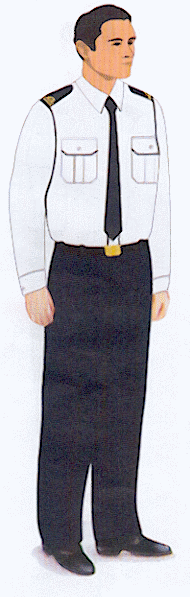
żołnierza zawodowego z koszulo-bluzą i krawatem
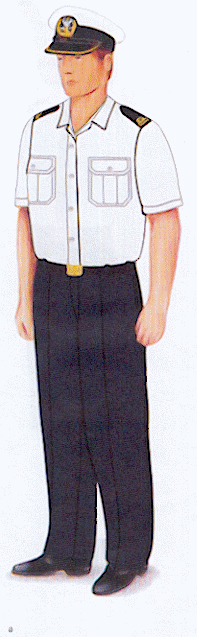
żołnierza zawodowego z koszulo-bluzą
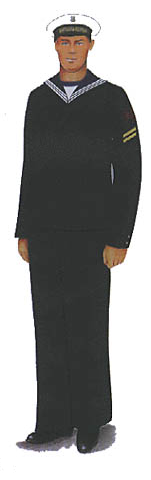
marynarski
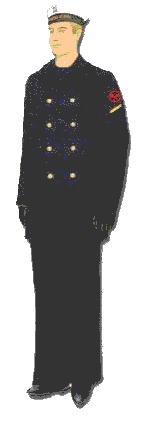
marynarski z półpłaszczem
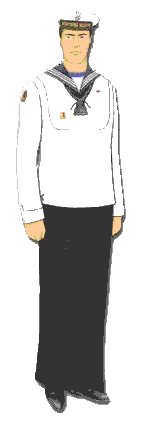
marynarski letni

### Ubiór służbowy
Noszony przez pododdziały reprezentacyjne i admirałów w czasie uroczystości państwowych i wojskowych.

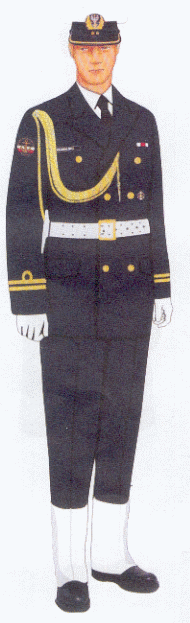
żołnierza zawodowego
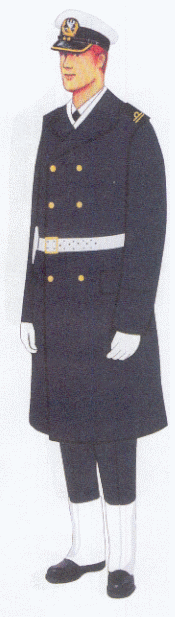
żołnierza zawodowego z płaszczem sukiennym
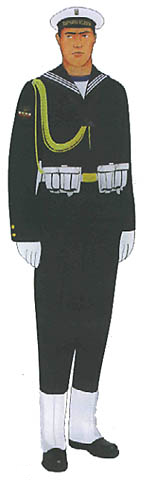
marynarski
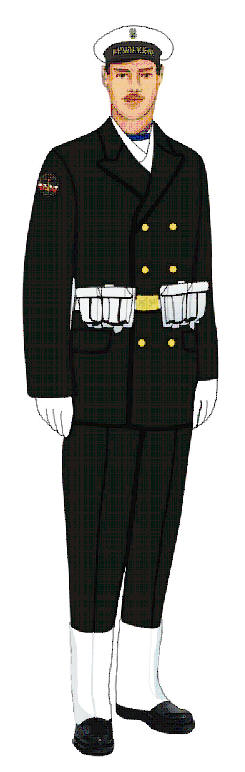
marynarski z półpłaszczem

### Ubiór ćwiczebny
Noszony na okrętach i pomocniczych jednostkach pływających oraz podczas ćwiczeń.

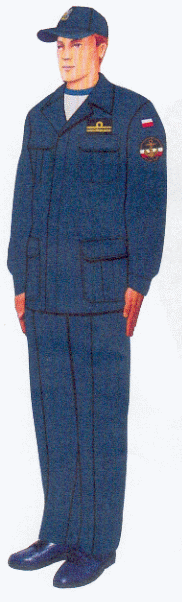
żołnierza zawodowego
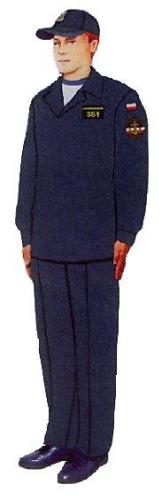
marynarski (już nie obowiązuje)
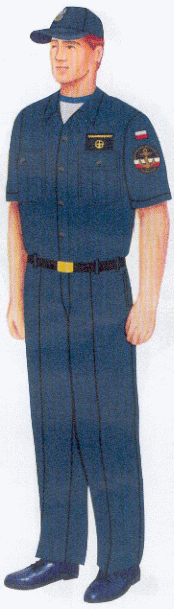
z koszulą ćwiczebną
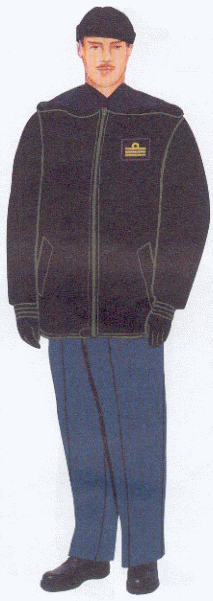
z kurtką zimową

### Ubiór polowy
Noszony w jednostkach brzegowych Marynarki Wojennej.

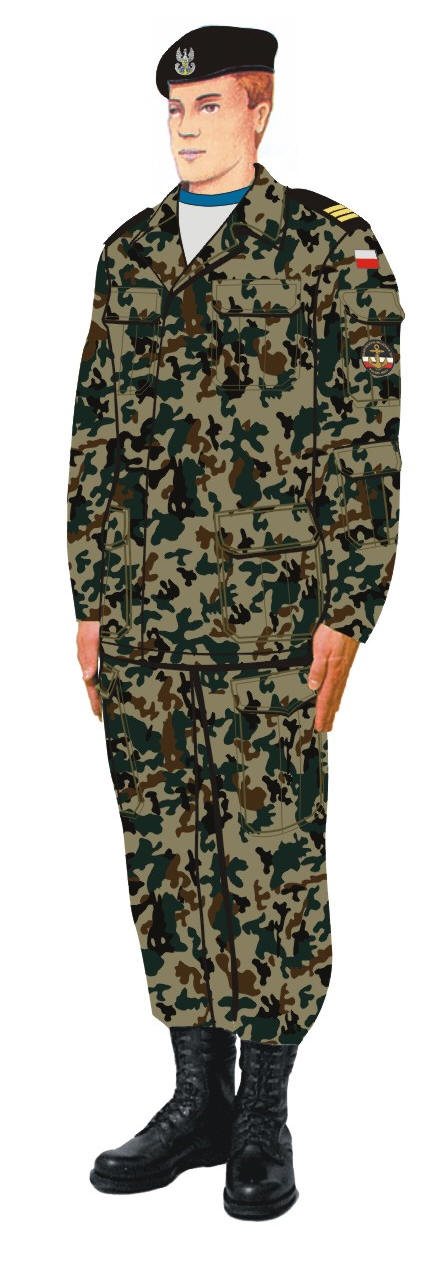
ogólny bez pasa
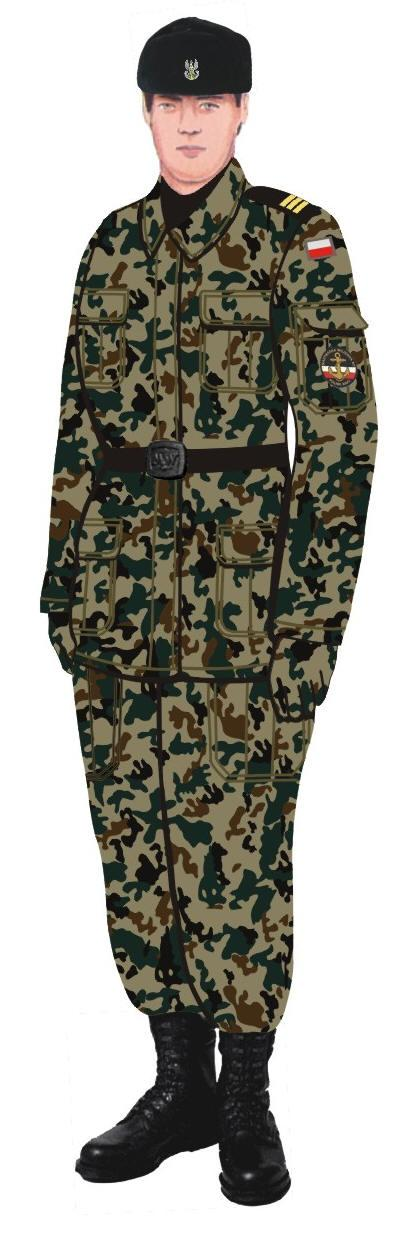
zimowy z pasem
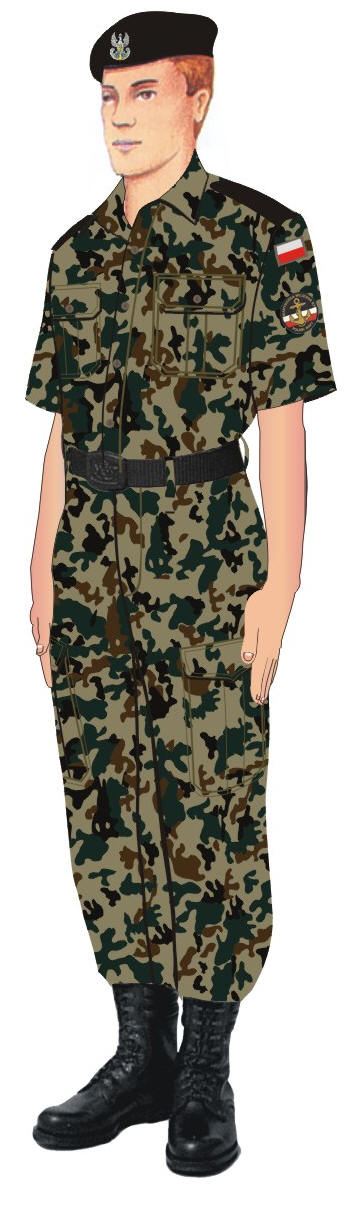
z koszulo-bluzą
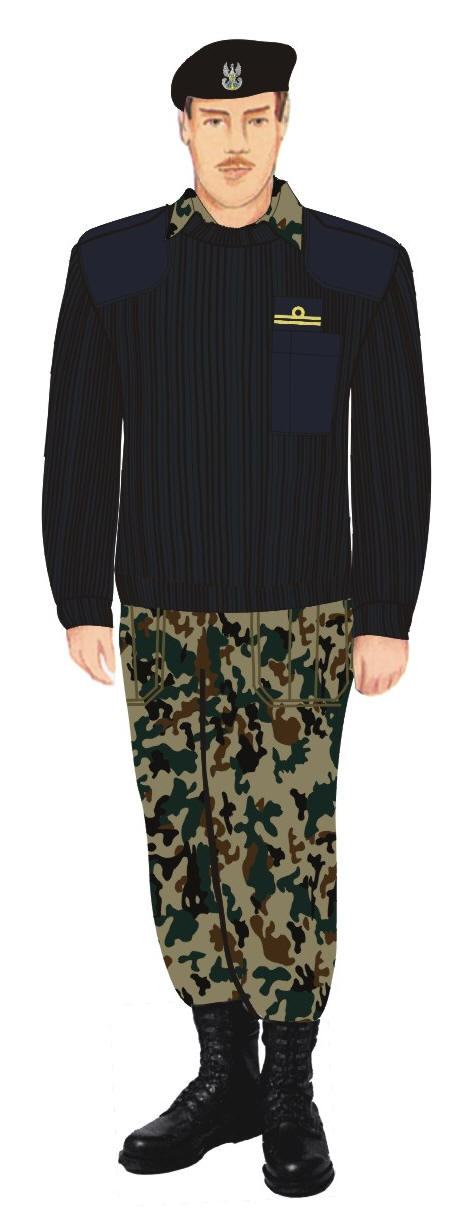
ze swetrem

## Ubiór specjalny
Noszony przez załogi statków powietrznych i członków personelu naziemnego.

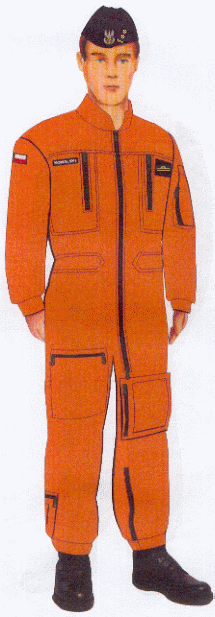
pilota Marynarki Wojennej
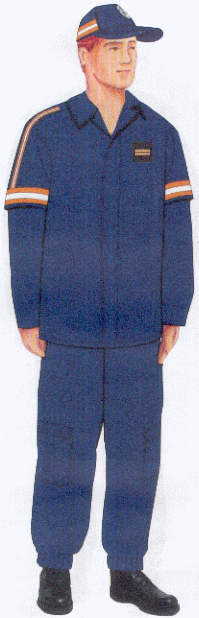
personelu naziemnego

### Ubiór wieczorowy
Noszony zgodnie ze zwyczajem przyjętym w środowisku cywilnym.

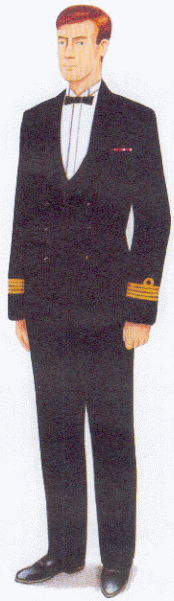
oficerski